# المراجعة الفينيقية
المراجعة الفينيقية (بالفرنسية: La Revue Phénicienne) هي مجلة سياسية صدرت في بيروت بين يوليو وديسمبر 1919. وعلى الرغم من ظهورها لفترة قصيرة، إلا أنها من أوائل المطبوعات التي روجت للهوية الفينيقية للشعب اللبناني.

## التاريخ والتعريف
تأسست المراجعة الفينيقية على يد شارل قرم، وصدر عددها الأول في يوليو 1919. باللغة الفرنسية. وكانت تصدر شهريًا حتى ديسمبر 1919 عندما توقفت بعد إصدار أربعة أعداد.

## المساهمون والأيدلوجية والمحتوى
أبرز الشخصيات التي انتسبت إلى المجلة هم : ميشيل شيحا وألفريد نقاش وفؤاد الخوري وجاك تابت. وكانوا من الكتاب ورجال الأعمال والمحامين والإداريين الفرنسيين. نشر تشارلز قرم العديد من المقالات في المجلة تحت أسماء مستعارة مختلفة. وكان من المساهمين الآخرين بولس نجيم، ماروني من جونية. كلهم أيدوا فكرة لبنان الكبير، وكان ميشال شيحا هو اساس هذا التوجه. المجلة روجت للفينيقية التي كانت تعتبر أصل الهوية الثقافية والوطنية للشعب اللبناني وأيضا نموذجا للاقتصاد اللبناني. وكانت المجلة أيضا من المؤيدين لإنشاء سوريا الكبرى وكان لها موقفًا سياسيًّا واضحًا مناهضًا للعرب. ومع ذلك، كان بولس نجيم من المؤيدين المتحمسين لتأسيس لبنان الكبير المنفصل عن سوريا. المقالات الواردة في المجلة كانت تهتم بالمواضيع الاجتماعية والسياسية والاقتصادية والتاريخية المتعلقة بسوريا ولبنان. كما احتوت على مقالات عن الأدب. وركزت على اقتصاد لبنان الذي جرى الاستشهاد به كسبب للحاجة إلى إنشاء سوريا الكبرى.